# Grande Teatro
O Grande Teatro - em sueco Stora Teatern - é um teatro da cidade sueca de Gotemburgo.

É popularmente chamado Storan, e permite apresentações de peças de teatro e de música.
Foi inaugurado em 1859, num edifício branco em estilo neo-renascentista, situado na avenida Kungsportsavenyn.
Foi a cena principal de Gotemburgo até 1994, ano em que apareceu a Ópera de Gotemburgo.
Desde então é uma filial do Teatro Municipal de Gotemburgo.

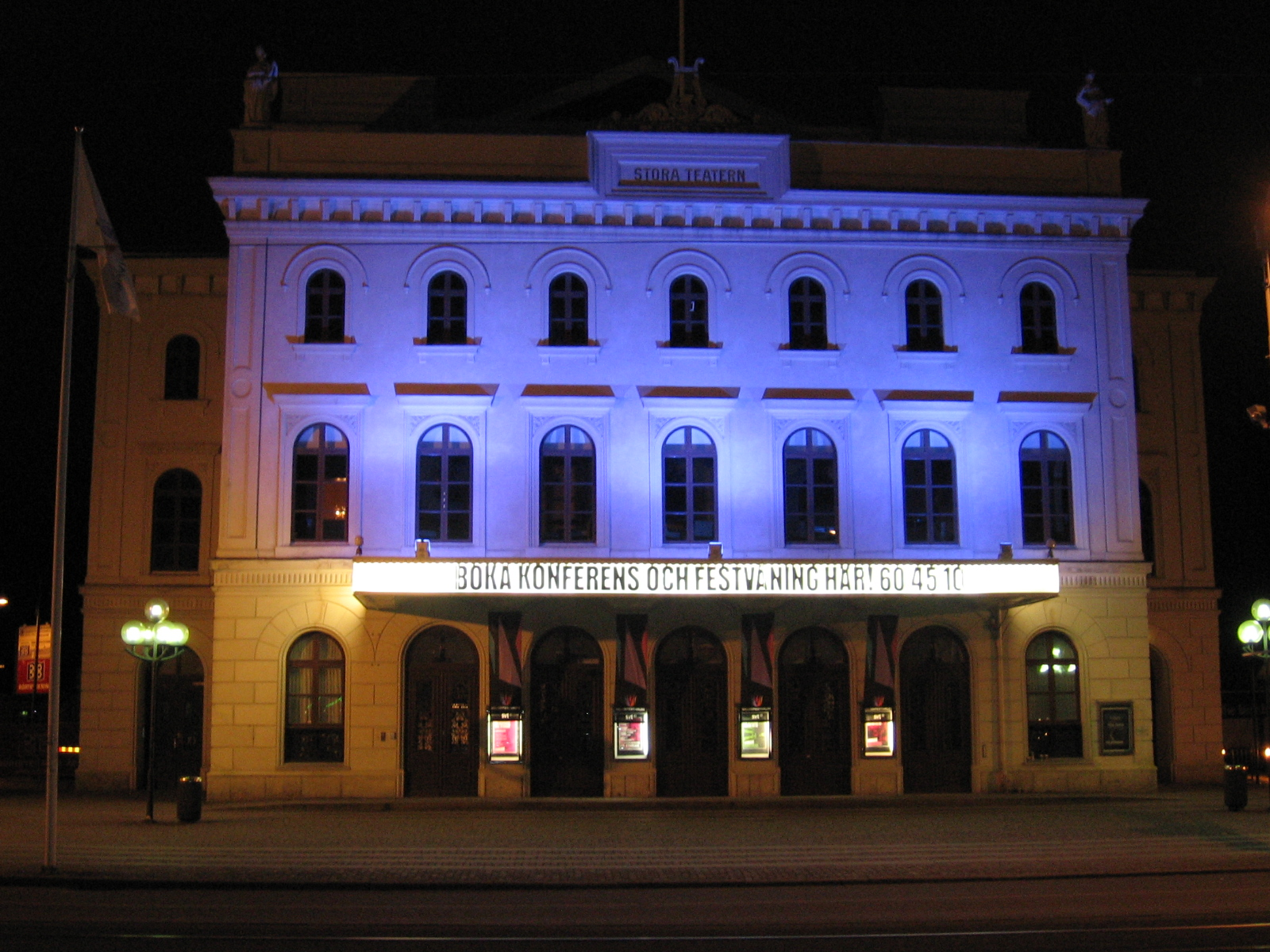
À noite
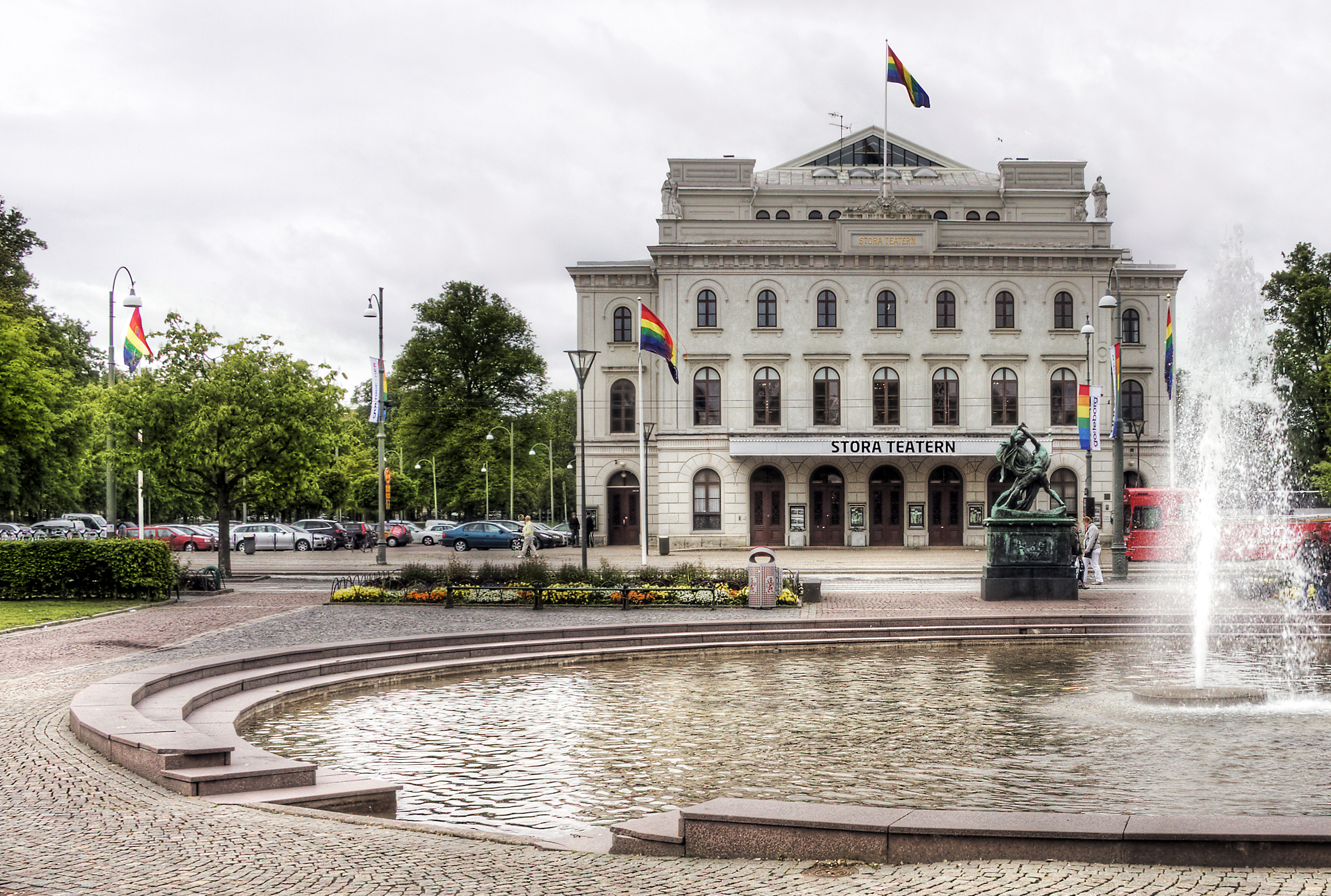
Num dia de primavera